# Världsmästerskapen i badminton 2013
Världsmästerskapen i badminton 2013 anordnades den 5-11 augusti i Guangzhou, Kina. 

## Medaljsummering
| Pl.    | Nation     | Guld | Silver | Brons | Totalt |
| ------ | ---------- | ---- | ------ | ----- | ------ |
| 1      | Kina       | 2    | 2      | 4     | 8      |
| 2      | Indonesien | 2    | 0      | 0     | 2      |
| 3      | Thailand   | 1    | 0      | 0     | 1      |
| 4      | Sydkorea   | 0    | 1      | 3     | 4      |
| 5      | Danmark    | 0    | 1      | 1     | 2      |
| 6      | Malaysia   | 0    | 1      | 0     | 1      |
| 7      | Indien     | 0    | 0      | 1     | 1      |
| 7      | Vietnam    | 0    | 0      | 1     | 1      |
| Totalt | Totalt     | 5    | 5      | 10    | 20     |

## Resultat
| Event       | Guld                                       | Silver                                   | Brons                                               |
| Herrsingel  | Lin Dan (CHN)                              | Lee Chong Wei (MAS)                      | Nguyễn Tiến Minh (VIE)                              |
| Herrsingel  | Lin Dan (CHN)                              | Lee Chong Wei (MAS)                      | Du Pengyu (CHN)                                     |
| Damsingel   | Ratchanok Intanon (THA)                    | Li Xuerui (CHN)                          | Bae Youn Joo (KOR)                                  |
| Damsingel   | Ratchanok Intanon (THA)                    | Li Xuerui (CHN)                          | P. V. Sindhu (IND)                                  |
| Herrdubbel  | Hendra Setiawan · och Mohammad Ahsan (INA) | Mathias Boe · och Carsten Mogensen (DEN) | Cai Yun · och Fu Haifeng (CHN)                      |
| Herrdubbel  | Hendra Setiawan · och Mohammad Ahsan (INA) | Mathias Boe · och Carsten Mogensen (DEN) | Kim Ki Jung · och Kim Sa-rang (KOR)                 |
| Damdubbel   | Wang Xiaoli · och Yu Yang (CHN)            | Eom Hye Won · och Jang Ye Na (KOR)       | Tian Qing · och Zhao Yunlei (CHN)                   |
| Damdubbel   | Wang Xiaoli · och Yu Yang (CHN)            | Eom Hye Won · och Jang Ye Na (KOR)       | Christinna Pedersen · och Kamilla Rytter Juhl (DEN) |
| Mixeddubbel | Tontowi Ahmad · och Lilyana Natsir (INA)   | Xu Chen · och Ma Jin (CHN)               | Shin Baek Cheol · och Eom Hye Won (KOR)             |
| Mixeddubbel | Tontowi Ahmad · och Lilyana Natsir (INA)   | Xu Chen · och Ma Jin (CHN)               | Zhang Nan · och Zhao Yunlei (CHN)                   |